# Надиевский, Виталий Александрович
Вита́лий Алекса́ндрович Надие́вский (бел. Віталь Александравіч Надзіеўскі; 20 октября 1981, Гродно, Белорусская ССР, СССР) — белорусский футболист, выступавший на позициях защитника и полузащитника, ныне тренер дублирующего состава гродненского «Немана».

## Карьера
Воспитанник СДЮШОР № 5 города Гродно. С 1998 года выступал в гродненской команде «Неман», в 2005 году перешёл в «Гомель». В 2008 году вернулся в гродненский клуб.
В 2012 году перешёл в польскую «Олимпию» из Эльблонга, где провёл за полтора года 39 игр и забил 2 гола. Летом 2013 года, в качестве свободного агента присоединился в футбольный клуб «Лида». В марте 2014 года, Виталию была предложена тренерская должность в дубле родного гродненского «Немана», от которой Виталий решил не отказываться.

## Достижения
- Серебряный призёр чемпионата Беларуси: 2002